# 北マタベレランド州
北マタベレランド州(きたマタベレランドしゅう、Matabeleland North Province)は、ジンバブエの州。ジンバブエ西部に位置し、東を西マショナランド州およびミッドランズ州と、南をブラワヨ市および南マタベレランド州と、西をボツワナと、北をザンベジ川をはさんでザンビアと、それぞれ接する。面積75,025 km²、人口749,017 人（2012年）。州都はルパネ。他にワンゲやヴィクトリアフォールズなどの町がある。
州名は、この地に多く住むマタベレ人（ンデベレ人）からとられている。1973年まではマタベレランドはひとつの州であったが、同年南北に分割された。当時の州都はブラワヨであったが、1997年に独立した市となって州域からはずれた。分離後もブラワヨが州都を兼任していたが、1999年にルパネへ変更された。

## 地理
北マタベレランド州は東のマショナランドと比べ降水量が少なく、主穀であるトウモロコシの収量も他地区に比べて少ない。そのため、穀物の商業的生産には向いていないが、植民地時代より大規模な牧場が開かれ、牧畜によって発展してきた。また、この州にはワンゲ国立公園など観光資源も数多く、州の主要な産業のひとつとなっている。この州でもっとも価値のある観光資源は、ザンビアとの国境をなす州北境のザンベジ川にあるヴィクトリアの滝である。

## 下位行政区画
北マタベレランド州はビンガ、ブビ、ワンゲ、ルパネ、ンカイ、ウムグザ、ショロショの7地区からなる。

## 政治
この地方は伝統的に独立性が強く、野党勢力の基盤となっている。2008年の下院選挙では野党MDCが8議席をとり、与党ZANU-PFが4議席を獲得した。上院ではMDCが5議席、ZANU-PFが1議席であった。